# Hwang Jung-Oh
Hwang Jung-Oh (en coreano: 황정오; 1 de abril de 1958) es un deportista surcoreano que compitió en judo.
Participó en los Juegos Olímpicos de Los Ángeles 1984, obteniendo una medalla de plata en la categoría de –65 kg. Ganó una medalla de bronce en el Campeonato Mundial de Judo de 1981, y una medalla de bronce en el Campeonato Asiático de Judo de 1981.

## Palmarés internacional
| Juegos Olímpicos    | Juegos Olímpicos             | Juegos Olímpicos  | Juegos Olímpicos |
| Año                 | Lugar                        | Medalla           | Categoría        |
| ------------------- | ---------------------------- | ----------------- | ---------------- |
| 1984                | Los Ángeles (Estados Unidos) | Medalla de plata  | –65 kg           |
| Campeonato Mundial  |                              |                   |                  |
| Año                 | Lugar                        | Medalla           | Categoría        |
| 1981                | Maastricht (Países Bajos)    | Medalla de bronce | –65 kg           |
| Campeonato Asiático |                              |                   |                  |
| Año                 | Lugar                        | Medalla           | Categoría        |
| 1981                | Yakarta (Indonesia)          | Medalla de bronce | –65 kg           |